# Siarhei Rutenka
Siarhei Rutenka, né le 29 août 1981 à Minsk en URSS (aujourd'hui en Biélorussie), est un handballeur jouant au poste d'arrière gauche ou de demi-centre.
International biélorusse en 2001, il est naturalisé slovène en 2003 et dispute 56 matchs sous le maillot de la Slovénie dont les JO d'Athènes en 2004 et le Championnat d'Europe 2006 en Suisse où il termine meilleur buteur. En janvier 2008, il renonce à la nationalité slovène et obtient la nationalité espagnole dans le but de jouer pour l'équipe nationale d'Espagne. Finalement, il ne disputera aucun match sous le maillot hispanique car il décide en octobre 2010 de retrouver l'équipe nationale de Biélorussie afin de participer aux qualifications pour l'Euro 2012 puis le Championnat du monde 2013 en Espagne où il joue avec son frère, Dzianis Rutenka.
En clubs, il a notamment remporté onze championnats nationaux la Ligue des champions à six reprises avec trois clubs différents : une avec le RK Celje, deux avec le BM Ciudad Real et deux avec le FC Barcelone.

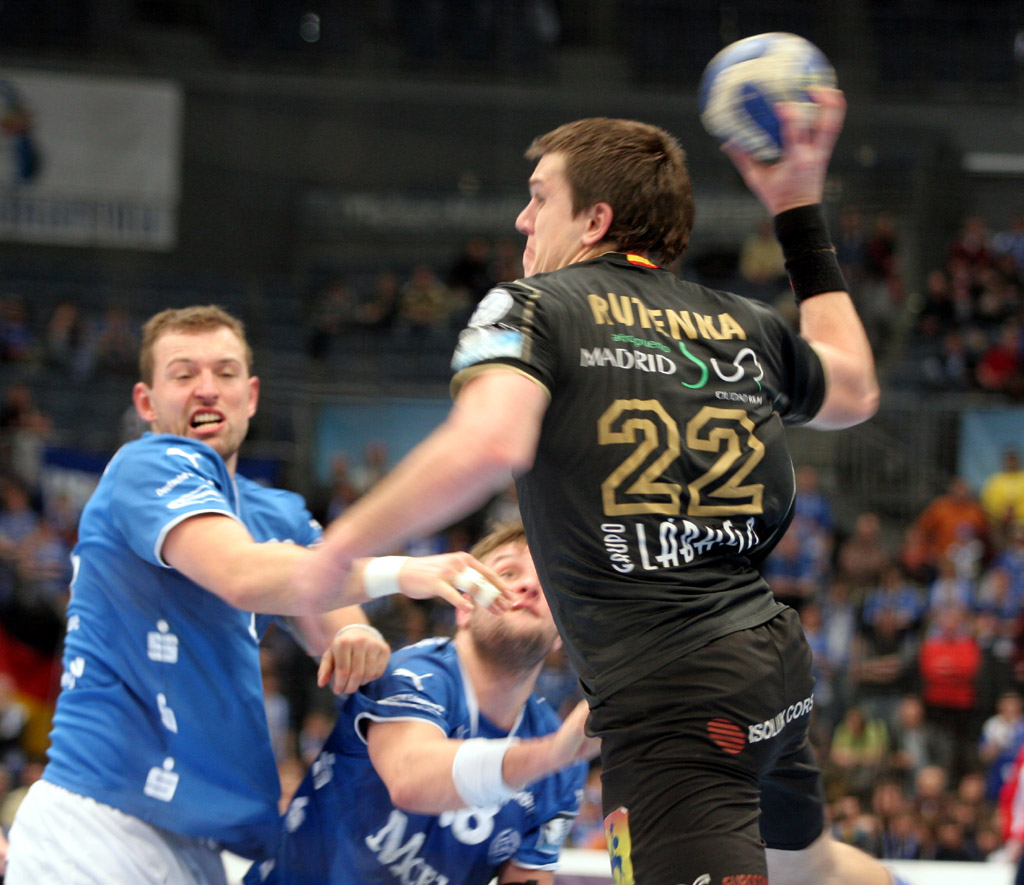
Siarhei Rutenka au tir en 2008

## Biographie

### Parcours en clubs
Après avoir débuté en Biélorussie au Arkatron Minsk, Siarhei Rutenka rejoint le championnat slovène en jouant à Velenje puis à Celje. Il remporte avec ce club quatre championnats, 3 coupes et surtout la Ligue des champions 2004, compétition où il termine meilleur buteur avec 86 buts dont 24 lors des deux matchs de la finale. 
En 2005, il découvre le championnat d'Espagne avec BM Ciudad Real puis rejoint le FC Barcelone en 2009. Avec ces deux clubs, il remporte en dix saisons cinq nouvelles Ligue des champions, sept championnats, quatre Coupe du Roi et huit Coupes ASOBAL.
Fin septembre 2015, alors que la saison a déjà commencé, il est libéré de sa dernière année de contrat avec le FC Barcelone et signe dans la foulée pour le club qatarien du Lekhwiya SC. Il quitte le club deux mois plus tard puis rentre en Biélorussie ou il évolue au SKA Minsk en 2016 puis met fin officiellement à sa carrière en fin d'année 2016.

### Parcours en équipes nationale
Siarhei Rutenka connait ses premières sélection avec la Biélorussie en 2001, totalisant 23 buts en 7 matchs. 
Mais il acquiert en 2003 la nationalité slovène et participe sous le maillot slovène aux Jeux olympiques 2004 à Athènes, terminés à la 11e place. Il termine aussi  meilleur buteur du Championnat d'Europe 2006 en Suisse. Il totalise ainsi 56 sélections et 308 buts marqués avec la Slovénie jusqu'en 2007.
En janvier 2008, il renonce à la nationalité slovène et obtient la nationalité espagnole dans le but de jouer pour l'équipe nationale d'Espagne. À quelques semaines avant les Jeux olympiques 2008, le Comité international olympique (CIO) n'a pas autorisé la naturalisation de Rutenka. 
Finalement, il ne disputera aucun match sous le maillot hispanique et décide en octobre 2010 de retrouver l'équipe nationale de Biélorussie afin de participer aux qualifications pour l'euro 2012 puis le Championnat du monde 2013 en Espagne où il joue avec son frère, Dzianis Rutenka.

## Palmarès

### Club
Compétition internationales
- Vainqueur de la Ligue des champions (6) : 2004, 2006, 2008, 2009, 2011, 2015
- Vainqueur de la Supercoupe d'Europe (4) : 2004-05, 2005-06, 2006-07, 2008-09

Compétitions nationales
- Vainqueur du Championnat de Slovénie (4) : 2002, 2003, 2004, 2005
- Vainqueur de la Coupe de Slovénie (3) : 2002, 2003, 2004
- Vainqueur du Championnat d'Espagne (7) : 2007, 2008, 2009, 2011, 2012, 2013, 2014, 2015
- Vainqueur de la Coupe du Roi (4) : 2008, 2010, 2014, 2015
- Vainqueur de la Coupe ASOBAL (8) : 2006, 2007, 2008, 2010, 2012, 2013, 2014, 2015
- Vainqueur de la Supercoupe d'Espagne (5) : 2007-08, 2009-10, 2012-13, 2013-14, 2014-15

### Sélections nationales
- Jeux olympiques[3]
  - 11e place aux Jeux olympiques 2004 à Athènes avec la  Slovénie
- Championnats du monde
  - 12e place au Championnat du monde 2005 en Tunisie avec la  Slovénie
  - 10e place au Championnat du monde 2007 en Allemagne avec la  Slovénie
  - 15e place au Championnat du monde 2013 en Espagne avec la  Biélorussie
  - 18e place au Championnat du monde 2015 au Qatar avec la  Biélorussie
- Championnats d'Europe
  - 12e place au Championnat d'Europe 2006 en Suisse avec la  Slovénie
  - 12e place au Championnat d'Europe 2014 au Danemark avec la  Biélorussie
  - 10e place au Championnat d'Europe 2016 en Pologne avec la  Biélorussie
- Autres
  -  Médaille d'argent au Championnat d'Europe des moins de 20 ans en 2000

### Distinctions individuelles
- Meilleur buteur de la Ligue des champions (2) : 2004 (dont 24 lors des deux finales), 2005
- Meilleur buteur du Championnat d'Europe 2006
- Élu meilleur joueur de la Supercoupe d'Europe (1) : 2004-05
- Meilleur buteur de la Supercoupe d'Europe (1) : 2004-05